# 惠七满族镇
惠七满族镇，是中华人民共和国黑龙江省绥化市望奎县下辖的一个乡镇级行政单位。

## 行政区划
惠七满族镇下辖以下地区：
惠七村、水七村、前水八村、北水八村、惠五村、惠六村、敏六村和敏七村。